# Benny Chan
Benny Chan (xinès (Xina): 陳木勝)  (Kowloon, 24 d'octubre de 1961 - Wan Chai, 23 d'agost de 2020) fou un director de cinema de Hong Kong.
Destaca el 1996 amb la pel·lícula d'acció Big Bullet i la companyia de producció Golden Harvest li confia un gran pressupost. Benny Chan dirigirà llavors Who Am I? amb Jackie Chan, a continuació les pel·lícules amb efectes especials Gen-X Cops i la seva continuació Gen-Y Cops.
El 2004, Jackie Chan tornarà a treballar amb ell, confiant-li la realització de New Police Story, la continuació d'un gran clàssic del cinema de Hong Kong.
Chan va ser nominat al Millor Director sis vegades als Hong Kong Film Awards, incloent Big Bullet, Heroic Duo, New Police Story, Connected, The White Storm i Raging Fire. La seva darrera pel·lícula, Raging Fire, li va valer pòstumament el premi al millor director als 40th Hong Kong Film Awards i la pel·lícula va guanyar el Millor pel·lícula a la cerimònia.

## Malaltia i mort
El 2019, Chan va ser diagnosticat amb càncer de nasofarínge després de sentir-se malament mentre treballava a Raging Fire. Durant els últims mesos de la seva vida, va ser hospitalitzat al Prince of Wales Hospital. El 23 d'agost de 2020, Chan va morir al Hong Kong Sanatorium & Hospital a Wan Chai, Hong Kong.

## Filmografia
- 1990: A Moment of Romance (Tian ruo you qing)
- 1991: Son on the Run (Dai zi hong lang)
- 1992: A Moment of Romance 2 (Tian ruo you qing er)
- 1992: What a Hero (Hua! ying xiong)
- 1993: The Magic Crane (Xin xian hao shen zhen)
- 1995: Man Wanted (Wang Jiao de tian kong)
- 1995: Fist of Fury ("Jing wu men")
- 1995: Happy Hour (Huan le shi guang)
- 1996: Big Bullet (Chung fung dui ji no foh gaai tau)
- 1998: Who Am I? (Wo shi shei)
- 1999: Gen-X Cops (Dak ging san yan lui)
- 2000: Gen-Y Cops (Tejing xinrenlei 2)
- 2003: Heroic Duo (Shuang xiong)
- 2004: New Police Story (San ging chaat goo si)
- 2005: Divergence (San cha kou)
- 2006: Rob-B-Hood
- 2006: Invisible target
- 2008: Connected
- 2009: Chocolate Lovers
- 2010: City Under Siege
- 2010: The New Shaolin Temple
- 2010 : Blast
- 2011 : Shaolin
- 2013 : The White Storm
- 2016 : Call of Heroes
- 2017 : Meow
- 2021 : Raging Fire (Nou fo)